# Ermanno IV di Baden
Ermanno IV di Baden (1135 – Antiochia di Siria, 13 settembre 1190) fu Margravio di Verona e di Baden dal 1160 fino alla morte.
Figlio di Ermanno III e Berta di Lorena, a sua volta figlia di Simone I di Lorena, intorno al 1162 sposò Berta († 24 febbraio 1169), la figlia del Conte Palatino Ludovico di Tubinga.
Insieme all'imperatore Federico Barbarossa, Germano prese parte all'assedio e alla distruzione di Milano. Dal 1176 al 1178 fu al fianco del Barbarossa nella campagna italiana, partecipando alla battaglia di Legnano nel 1176. Fu inoltre uno dei garanti della pace di Costanza (1183), per effetto della quale le città della Lombardia divennero indipendenti.
Prese parte anche alla terza crociata e morì nel 1190 in Terra santa, presso Antiochia di Siria.

## Discendenti
- Ermanno V, margravio di Baden († 16 gennaio 1243)
- Enrico I, margravio di Baden-Sausenberg e poi Baden-Hachberg († 2 luglio 1231). Sposò Agnese.
- Federico (1161 - 1217) reggente
- Jutta
- Berta
- Gertrude († prima del 1225), sposò Albrecht II, Conte di Egishein e Dagsburg († 1211)

## Ascendenza
|                       |                       |                                | Genitori                 |  |  | Nonni |  |  | Bisnonni           |  |  | Trisnonni               |  |
|                       |                       |                                |                          |  |  |       |  |  | Ermanno I di Baden |  |  | Bertoldo I di Zähringen |  |
|                       |                       |                                |                          |  |  |       |  |  | Ermanno I di Baden |  |  | Bertoldo I di Zähringen |  |
|                       |                       | Richwara                       |                          |  |  |       |  |  | Ermanno I di Baden |  |  |                         |  |
| Ermanno II di Baden   |                       |                                |                          |  |  |       |  |  | Ermanno I di Baden |  |  |                         |  |
|                       |                       | Giuditta di Backnang-Sulichgau | …                        |  |  |       |  |  |                    |  |  |                         |  |
|                       |                       | Giuditta di Backnang-Sulichgau | …                        |  |  |       |  |  |                    |  |  |                         |  |
|                       |                       | Giuditta di Backnang-Sulichgau | …                        |  |  |       |  |  |                    |  |  |                         |  |
| Ermanno III di Baden  |                       | Giuditta di Backnang-Sulichgau |                          |  |  |       |  |  |                    |  |  |                         |  |
|                       |                       | Teodorico II di Lorena         | Gerardo di Lorena        |  |  |       |  |  |                    |  |  |                         |  |
|                       |                       | Teodorico II di Lorena         | Gerardo di Lorena        |  |  |       |  |  |                    |  |  |                         |  |
|                       |                       | Teodorico II di Lorena         | Edvige di Namur          |  |  |       |  |  |                    |  |  |                         |  |
| Giuditta di Hohenberg |                       | Teodorico II di Lorena         |                          |  |  |       |  |  |                    |  |  |                         |  |
|                       |                       | Edvige di Formbach             | Federico di Formbach     |  |  |       |  |  |                    |  |  |                         |  |
|                       |                       | Edvige di Formbach             | Federico di Formbach     |  |  |       |  |  |                    |  |  |                         |  |
|                       |                       | Edvige di Formbach             | Gertrude di Haldensleben |  |  |       |  |  |                    |  |  |                         |  |
| Ermanno IV di Baden   |                       | Edvige di Formbach             |                          |  |  |       |  |  |                    |  |  |                         |  |
|                       | Enrico III di Lovanio | Enrico II di Lovanio           |                          |  |  |       |  |  |                    |  |  |                         |  |
|                       | Enrico III di Lovanio | Enrico II di Lovanio           |                          |  |  |       |  |  |                    |  |  |                         |  |
|                       | Enrico III di Lovanio | Adelaide di Betuwe             |                          |  |  |       |  |  |                    |  |  |                         |  |
| Simone I di Lorena    | Enrico III di Lovanio |                                |                          |  |  |       |  |  |                    |  |  |                         |  |
|                       |                       | Gertrude di Fiandra            | Roberto I di Fiandra     |  |  |       |  |  |                    |  |  |                         |  |
|                       |                       | Gertrude di Fiandra            | Roberto I di Fiandra     |  |  |       |  |  |                    |  |  |                         |  |
|                       |                       | Gertrude di Fiandra            | Gertrude Billung         |  |  |       |  |  |                    |  |  |                         |  |
| Berta di Lorena       |                       | Gertrude di Fiandra            |                          |  |  |       |  |  |                    |  |  |                         |  |
|                       |                       | …                              | …                        |  |  |       |  |  |                    |  |  |                         |  |
|                       |                       | …                              | …                        |  |  |       |  |  |                    |  |  |                         |  |
|                       |                       | …                              | …                        |  |  |       |  |  |                    |  |  |                         |  |
| Adelaide di Lovanio   |                       | …                              |                          |  |  |       |  |  |                    |  |  |                         |  |
|                       |                       | …                              | …                        |  |  |       |  |  |                    |  |  |                         |  |
|                       |                       | …                              | …                        |  |  |       |  |  |                    |  |  |                         |  |
|                       |                       | …                              | …                        |  |  |       |  |  |                    |  |  |                         |  |
|                       |                       | …                              |                          |  |  |       |  |  |                    |  |  |                         |  |

| Controllo di autorità | VIAF (EN) 221007118 · CERL cnp01416635 · GND (DE) 1017767734 |